# Helsingfors ortodoxa församling
Helsingfors ortodoxa församling (finska: Helsingin ortodoksinen seurakunta) är en flerspråkig församling inom Ortodoxa kyrkan i Finland som sträcker sig över ett stort område ända från Hangö till Träskända och Borgå. Församlingen har 17 gudstjänstlokaler på olika platser runt om i Nyland. Huvudkyrkan till Helsingfors ortodoxa församling är Uspenskijkatedralen i Helsingfors. Kyrkan är också huvudkyrka för Helsingfors ortodoxa stift.
Finlands ortodoxa kyrka hör som autonomt ärkebiskopsdöme till Konstantinopels ekumeniska patriarkat.